# احلاف
احلاف (به فرانسوی: Ahlaf) یک منطقهٔ مسکونی در مراکش است که در شاویه وردیغه واقع شده‌است.

## خصوصیات
احلاف ۱۲٬۸۴۱ نفر جمعیت دارد.